# Râul Fehéres
Râul Fehéres este un mic curs de apă, afluent al râului Târnava Mare, Râul traversează intravilanul orașului Odorheiu Secuiesc unde este regularizat, 

## Hărți
- Harta județului Harghita